# 三笠製薬
三笠製薬株式会社（みかさせいやく）は、日本の製薬メーカー。コーポレートスローガンは、「元気が生きがい」。

## 概要
創業から現在に至るまで、外用鎮痛剤の「ゼノール」シリーズを主力製品とする。
1988年までは鳥居薬品が同社製品の販売を行っていた。以後は自社で販売を行っていたが、一般用「ゼノール」に関しては1996年から他社に委託しており、同年から2004年までは中外製薬が、2005年からは大鵬薬品工業が行っている。
医療用医薬品は「ゼノール」を含めて自社で販売しており、内服薬や後発医薬品の製造・販売も行っている。

## 沿革
- 1945年9月 - 緒方村男により三笠製薬所創業。
- 1948年12月 - 三笠製薬株式会社設立。
- 1961年6月 - 新剤型の鎮痛消炎固形軟膏「スチックゼノール」を発売。
- 1980年9月1日 - 株式を店頭公開（のちのJASDAQ）。
- 2009年2月16日 - マネジメント・バイアウト（MBO）により上場廃止[5]。

## 製品

### 医療用医薬品
経口薬
- セレコキシブ錠100mg「三笠」
- セレコキシブ錠200mg「三笠」
- トアラセット配合錠「三笠」
- プレガバリンOD錠25mg「三笠」
- プレガバリンOD錠50mg「三笠」
- プレガバリンOD錠75mg「三笠」
- プレガバリンOD錠150mg「三笠」
- ミノドロン酸錠1mg「三笠」
- ミノドロン酸錠50mg「三笠」

外用剤
- MS温シップ「タイホウ」
- MS冷シップ「タイホウ」
- スチックゼノールA
- スミル外用ポンプスプレー3%
- スミルスチック3%
- スミルテープ35mg
- スミルテープ70mg
- スミルローション3%
- セズタッククリーム
- ゼポラステープ20mg
- ゼポラステープ40mg
- ゼポラスパップ40mg
- ゼポラスパップ80mg
- フェルビナク外用ポンプスプレー3%「三笠」
- フェルビナクスチック軟膏3%「三笠」
- フェルビナクテープ35mg「三笠」
- フェルビナクテープ70mg「三笠」
- フェルビナクローション3%「三笠」
- ラクティオンパップ70mg
- ロキソプロフェンNaテープ50mg「三笠」
- ロキソプロフェンNaテープ100mg「三笠」
- ロキソプロフェンNaパップ200mg「三笠」
- ミカタメン-クリーム1%
- フルルパンパップ40mg

### 一般用医薬品
外用鎮痛消炎剤（販売元：大鵬薬品工業）
- ゼノール ジクロダイレクト【第2類医薬品】
- ゼノールエクサムSX【第2類医薬品】
- ゼノールエクサムFX【第2類医薬品】
- ゼノールエクサム液ゲル【第2類医薬品】
- ゼノールチックE【第3類医薬品】
- ゼノール しっぷぴたっと【第3類医薬品】

### 過去に存在した製品
一般用医薬品
- ゼノールプラスター
- ゼノールチック
- ゼノールしっぷ温感
- ゼノールエクサムF

## 関連会社
- 東洋バイオ